# محمد بن الوليد بن عامر
محمد بن الوليد بن عامر يعرف بـالزبيدي الحمصي، المتوفى عام: 146 هـ أو 147 هـ، كنيته أبو الهذيل، قاضي حمص، يلقب الإمام الحافظ الحجة القاضي، من أهل حمص، ولد في خلافة عبد الملك بن مروان. من رواة الحديث، روى عن الزهري وغيره، روى عنه عبد الله بن سالم وأهل بلده، وكان من الحفاظ المتقنين، والفقهاء في الدين، أقام مع الزهري عشر سنين بالرصافة حتى أتى على أكثر علمه، وهو من الطبقة الأولى من أصحاب الزهري. يعد من فقهاء الشام، ذكره محمد بن سعد في الطبقة الخامسة، وخليفة بن خياط في الطبقة الرابعة. وذكره النسائي في الطبقة الأولى من أصحاب الزهري. وذكره ابن شاهين في كتاب «الثقات». كان من نظراء الأوزاعي في العلم. قال محمد بن عوف الطائي: الزبيدي من ثقات المسلمين، فإذا جاءك الزبيدي عن الأوزاعي، فاستمسك به. مات سنة ست أو سبع وأربعين ومائة.

## روايته
حدث عن نافع مولى ابن عمر ومكحول وعمرو بن شعيب والزهري وسعيد المقبري وعامر بن عبد الله بن الزبير وعامر بن جشيب ولقمان بن عامر ويحيى بن جابر الطائي وراشد بن سعد وعبد الرحمن بن جبير بن نفير وسليم بن عامر وعبد الرحمن بن القاسم والفضل بن فضالة وعبد الواحد بن عبد الله البصري وسعد بن إبراهيم وغيرهم.
حدث عنه: الأوزاعي وشعيب بن أبي حمزة وفرج بن فضالة ويمان بن عدي وبقية ومحمد بن حرب ويحيى بن حمزة القاضي وعبد الله بن سالم وعتبة بن حماد ومنبه بن عثمان وأخوه أبو بكر بن الوليد ومحمد بن عيسى بن سميع ومسلمة بن علي وآخرون.

## مكانته العلمية
ذكر الشيرازي في كتاب «الألقاب» عن الإمام أحمد بن حنبل: كان محمد بن الوليد الزبيدي لا يأخذ إلا عن الثقات. وقال ابن حبان في «الثقات»: كان من الفقهاء في الدين. وقال الخليلي: قد روى عنه الكبار، وهو حجة إذ كان من روى عنه ثقة، فإذا كان غير قوي مثل بقية وأقرانه فلا يتفق عليه. وفي «التاريخ» لأبي زرعة الدمشقي: قال أبو بكر بن عيسى: من أجل أصحاب الزهري وأفقههم محمد بن الوليد الزبيدي.

## أقوال العلماء فيه
قال الذهبي: وكان من ألباء العلماء، وثقه يحيى بن معين وقال: هو أثبت -يعني في الزهري- من سفيان بن عيينة، قال: وأثبت أصحاب الزهري مالك، ثم معمر، ثم عقيل ثم يونس ثم شعيب والأوزاعي والزبيدي. وقال الوليد بن مسلم: سمعت الأوزاعي يفضل محمد بن الوليد الزبيدي على جميع من سمع من الزهري.
قال محمد بن سالم: أتيت الزهري أقرأ عليه وأسمع منه فقال: تسألني وهذا محمد بن الوليد الزبيدي بين أظهركم، وقد احتوى على ما بين جنبي من العلم؟. وقال علي ابن المديني، وأبو زرعة، والنسائي: ثقة، زاد علي: ثبت. وقال دحيم: شعيب بن أبي حمزة ثقة ثبت، يشبه حديثه حديث عقيل، والزبيدي فوقه. وسئل الزهري عن مسألة فقال: كيف وعندكم الزبيدي.
قال علي بن عياش: كان الزبيدي على بيت المال، وكان الزهري معجبا به يقدمه على جميع أهل حمص. وروى بقية عن الزبيدي قال: أقمت مع الزهري عشر سنين بالرصافة -يعني رصافة هشام بالشام-.
قال ابن سعد: كان الزبيدي أعلم أهل الشام بالفتوى والحديث، وكان ثقة -إن شاء الله. وقال أبو داود السجستاني: قال الأوزاعي: لم يكن في أصحاب الزهري أثبت من الزبيدي. ثم قال أبو داود: ليس في حديثه خطأ. وقال ابن حبان: كان من الحفاظ المتقنين، أقام مع الزهري عشر سنين حتى احتوى على أكثر علمه، وهو من الطبقة الأولى من أصحابه. قال الذهبي: قلت: أين من يقيم مع الزهري بالحجاز أياما، إلى من أقام معه في وطنه عشر سنين؟ ما فوق الزبيدي في الجلالة والإتقان لعلم الزهري أحد أصلا، ولكنه مات قديما فلم ينتشر عنه كثير علم.

## وفاته
قال ابن سعد: مات سنة ثمان وأربعين ومائة وهو ابن سبعين سنة. وقال أحمد بن محمد بن عيسى البغدادي في «تاريخه»: مات وهو شاب في المحرم سنة تسع وأربعين ومائة كذا قال: وهو شاب. وهذا وهم بل كبر وشاخ وحديثه نحو المائتين فصاعدا.

## مصاد
- إكمال تهذيب الكمال ج10 ص382
- الموسوعة الشاملة[وصلة مكسورة]
- سير أعلام النبلاء